# Anemia ulbrichtii
Anemia ulbrichtii är en ormbunkeart som beskrevs av Eduard Rosenstock. Anemia ulbrichtii ingår i släktet Anemia och familjen Anemiaceae. Inga underarter finns listade.